# Bizaardvark
Bizaardvark è una serie televisiva con protagoniste le attrici Madison Hu e Olivia Rodrigo ed è stata trasmessa negli Stati Uniti su Disney Channel il 24 giugno 2016 e in Italia dal 13 gennaio 2017.
Il 15 dicembre 2016 la serie è stata rinnovata per una seconda stagione andata in onda dal 23 giugno 2017 e il 19 aprile 2018 con la terza stagione. Lo stesso giorno, è stato annunciato sull'account Twitter di Disney Channel l'introduzione di due nuovi personaggi.
Dal'8 maggio 2017 è andato in onda su Disney Channel una serie di corti dal titolo Bizaardvark Shorts.
Il 22 luglio 2017 è stato annunciato dallo stesso Jake Paul, il suo ritiro dalla serie per problemi con la Disney stessa.
Il 30 maggio 2018, è stato annunciato che Maxwell Simkins ed Elie Samouhi si uniranno al cast della serie, interpretando rispettivamente i due blogger Zane e Rodney.

## Trama
Paige e Frankie sono amiche del cuore sin dall'infanzia. Le due hanno l'idea di creare un sito web dal titolo Bizaardvark, postando video e canzoni comiche.
Raggiunti i 10.000 iscritti, le ragazze vengono invitate a fare altri video presso gli studi Vuuugle. Lì incontreranno Dirk, Amelia e Bernie, tre Vuuuglers che in seguito diverranno i loro amici.

## Sigla
La sigla, dal titolo Let's Go Make Some Videos, è cantata dalle due protagoniste, Madison Hu e Olivia Rodrigo. In Italia la sigla, chiamata col titolo Noi facciamo i video, viene cantata da Margherita De Risi e Emanuela Ionica.
Dalla terza stagione, la canzone cantata dalle protagoniste non è più presente, facendo così durare la sigla 13 secondi.

## Episodi
| Stagione         | Episodi | Prima TV USA | Prima TV Italia |
| ---------------- | ------- | ------------ | --------------- |
| Prima stagione   | 20      | 2016-2017    | 2017            |
| Seconda stagione | 22      | 2017-2018    | 2017-2020       |
| Terza stagione   | 21      | 2018-2019    | 2020            |